# Cisco Herzhaft
Cisco Herzhaft (né en juillet 1947) est un guitariste chanteur français folk et blues connu notamment pour sa technique dite du slide et pour son jeu de finger picking. Il est amateur de blues et de ragtime.

## Biographie

### Les origines
Né au Bouscat, banlieue immédiate de Bordeaux, Cisco Herzhaft est le quatrième enfant d'une famille d'immigrés d'Europe Centrale qui aura connu de nombreux déboires durant les deux guerres mondiales. Le petit Cisco Herzhaft, exhorté à « rester discret » toute son enfance, restera un « rambler, une valise à la main, toujours prêt à partir ».

### Un amateur de blues
Cisco Herzhaft fut très tôt profondément inspiré par la culture nord américaine. Enfant, s’il s’intéressa au cinéma ainsi qu’à la littérature d’Outre-mer, sa véritable passion fut la musique et, plus précisément, le folk américain. Amateur éclairé, Cisco Herzhaft grandit aux côtés de son frère Gérard Herzhaft, historien et spécialiste de la musique blues reconnu dans le monde entier (auteur du " Que sais-je ? " sur le blues et de la « Grande Encyclopédie du Blues », référence aux États-Unis). Il écoute Cisco Houston (d’où son nom d’artiste), Woody Guthrie, Pete Seeger, dans un registre bluegrass les Stanley Brothers, Hank Williams, Doc Watson (dont les disques ont inspiré son style de guitare), et dans le registre blues Lightnin' Hopkins, John Lee Hooker, Big Bill Broonzy… Aucun représentant de la folkmusic américaine n’échappa à l’étude systématique du jeune Cisco, ni à son engouement croissant pour cette culture si proche de ses « bleus à l’âme » et de ses envies d’errance. Le passage de l’écoute à la pratique, s’il fut naturel, se fit tardivement. Pris entre un noyau familial aussi insensible à l’appel de la musique américaine, et une France qui ne connait pas, ou si peu, la culture folk américaine, Cisco Herzhaft dut attendre les années 1960 et sa fraîche majorité pour quitter son foyer la guitare à la main.

### Une prime jeunesse en musique
Sans avoir pris le temps de passer son baccalauréat, et après avoir été remercié par trois établissements scolaires, Cisco Herzhaft part sur les routes. Il parcourt la France en auto-stop, fait la manche, donne des concerts dans de petites salles, assure, à l’occasion, une animation dans un lycée. Arrivé par hasard à Saint-Brieuc, ville d’Armor en Bretagne, où Cisco obtiendra en parallèle un CAP d’électricien, il joue tous les soirs à bord d’un petit navire deux mâts, l'Etoile, mouillé dans le port du Légué. Sa cale cache un cabaret tenu par le chanteur breton, et porte-drapeau, Serge Kerguiduff. Cisco y interprète ses premières compositions d’inspiration folk, dont le Blues de l’auto-stoppeur repris plus tard sur l’album Two brothers and a pick. Il rencontre ainsi Alan Stivell et Glen Mor. Ce dernier, intéressé par son jeu guitaristique non-académique, une des caractéristiques du doigté de Cisco Herzhaft, lui proposera une tournée Fest-noz en tant que guitariste.
Au fil de ces années, Cisco Herzhaft apprend à suivre en picking toutes les couleurs musicales. Avec ses compositions, il passe régulièrement à l’ORTF, notamment à Radio Bordeaux (ses premières feuilles de paie), où il enregistre un morceau folk Étienne était mineur sur bandes magnétiques. En revenant sur Paris, il rencontre les Haricots Rouges, groupe français Jazz Nouvelle-Orléans, qui lui proposent d’assurer des parties guitare sur des morceaux jazz de l’album Sweet & Hot produit en 1968 (label Ducretet Thomson). Il y enregistre en guitariste solo blues picking, « à la manière de Lightin hopkins », un des premiers blues en français, Bettina.
En parallèle de son apprentissage, Cisco Herzhaft s’inspire des artistes blues américain sur scène ; il voit ainsi en concert dans toute la France, pour ne citer qu’eux, les guitaristes Son House, Skip James, Sleepy John Estes, T Bone Walker, JB Lenoir, BB King, Big Joe Williams, Otis Rush, Freddy King, Muddy Waters, Fred McDowell (qui lui inspirera son style slide), les chanteurs Big Joe Turner (le créateur du titre Shake, rattle and roll), Bukka White, les chanteuses Coco Taylor, Big Mama Thornton, Sippie Wallace, les pianistes Curtis Jones, Roosevelt Sykes, Eddie Boyd, Otis Spann, le chanteur-harmoniciste, joueur de jug, Hannie Nixon, le contrebassiste Willie Dixon (qui, en tant que producteur, assurait la majorité des tournées Blues des années 1960), Ike et Tina Turner, Doc Watson, dans le registre rock’n roll Chuck Berry, et de nombreux autres grands noms, une centaine, de la musique bluesfolk américaine.
Également présent à tous les American Folk Blues Festival de ces années 1960, Cisco Herzhaft rencontre les figures qui installeront durablement le Blues en France. C’est ainsi qu’il fait la connaissance de Jacques Périn, l’initiateur du célèbre magazine Soul Bag, en 1968, de Jacques Demetre (critique de Blues dès les années 1950 dans Jazz Hot et écrivain), ou encore de Kurt Mohr (journaliste spécialisé et écrivain). Au festival de Jazz d’Andernos, venu assurer un concert avec les Haricots Rouges, Cisco Herzhaft rencontre et joue avec John Lee Hooker. Le jeune Cisco, sur un premier solo « plein de notes », ce que son jeu lui permettait, reçoit de John Lee Hooker, sur scène, une de ses premières « vraies » leçons de Blues :  « Just play the blues… ». Ce sera dans le lecteur cassette de la voiture de John Lee Hooker que Cisco Herzhaft entend pour la première fois Albert King, futur grand bluesman de la scène internationale, que John Lee Hooker qualifie alors de « nouveau venu qui va faire parler de lui »...

### Formation intellectuelle, une parenthèse de dix ans
Cisco Herzhaft, en 1970, passe un examen d’entrée à l’université. Lancé dans des études de psychologie, il décroche, en 1975, un DESS, puis un DEA en 1976. Il travaille ensuite comme psychologue à l’hôpital de jour de Ville-d’Avray, où il restera onze ans. À la même période, il se marie avec la chanteuse folk Marie Courcelle et a trois enfants, Lionel (1968), Chloé (C4h, 1975), qui enregistre le titre Paris Spleen sur un de ses albums, et Jérémie (1981).

### Les années folk

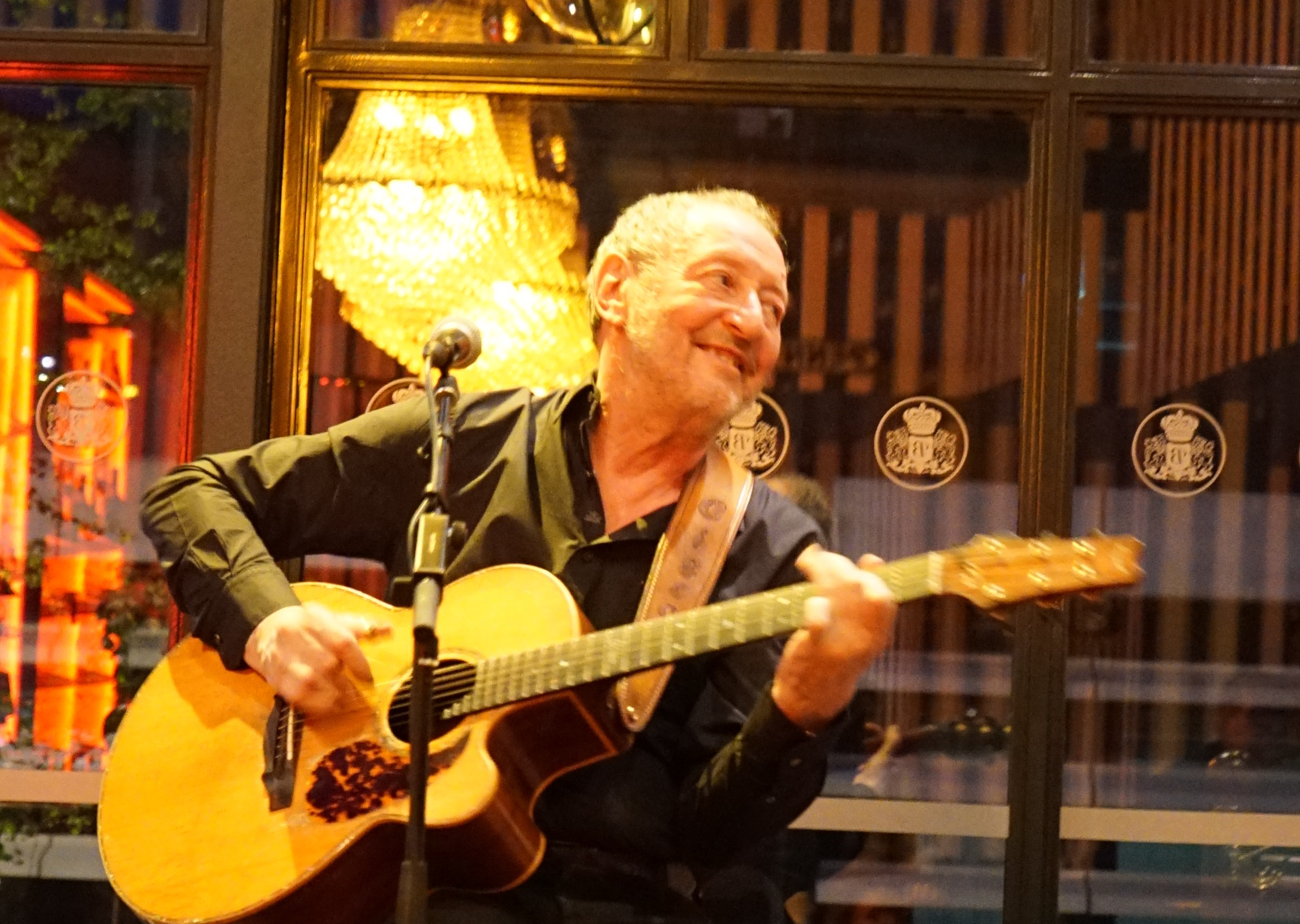
En concert en 2015.

Les années 1980 seront celles du folk français pour Cisco Herzhaft. Il fut le premier, et le seul à ce jour, à explorer et (ré)arranger à la manière folksong de la chanson traditionnelle et folklorique médiévale française.
En 1982, Il enregistre l’album folk français, Naguère la Brie (label Caiac). En collaboration avec Marie Courcelle au chant, Bernard Mercier aux percussions et violon, Cisco Herzhaft (à la guitare, au banjo et à l’harmonica) revisite un répertoire de vieilles chansons de la région de la Brie (Mai nouveau, La fille au roi Louis, Les trois roses…). À l’occasion de cet enregistrement, en vue de déclarer siens les arrangements et réussir l'examen d’arrangeur et compositeur que la SACEM exigeait alors, Cisco apprend le solfège et l’harmonie.
En 1983, rejoint par le contrebassiste (et sculpteur) Bernard Brimeur, Cisco Herzhaft enregistre l’opus Que faire si amour me laisse ?. Dans le même esprit que pour Naguère la Brie, il parcourt cette fois le folklore de toute l’Île-de-France. Sont ainsi enregistrées, pour la première fois, les chansons Pierre de Grenoble et Oh Gué vive la rose. Cisco Herzhaft joue également du flageolet irlandais.
Entre 1981 et 1985, les deux albums, dont le second est sponsorisé par le Crédit Agricole de la Brie, entraînent concerts, émissions de radio et de télévision ; Cisco Herzhaft et Marie Courcelle gagnent en notoriété. Singularisés, ils représentent bientôt, pour un public varié dépassant le cercle premier des amateurs de musique traditionnelle, un folklore français vivant, synthèse originale de la séculaire musique folklorique et d’une couleur originalement moderne.
En avril 1987, Cisco Herzhaft et Marie Courcelle, financés par le Club Richelieu dans un cadre de promotion de la Francophonie à l’étranger, partent établir des contacts au Canada. Introduits sur place auprès du producteur Yves Lagacé par le chansonnier québécois Michel Lafleur, et bénéficiant d’une naissante notoriété locale, ils assurent deux tournées canadiennes en 1987 et en 1988 ; ils représentent notamment la France, les deux étés, au Festival le Mondial des cultures de Drummondville.
L’année 1989 voit Cisco Herzhaft revenir à la composition ; il signe, à l’exception notable des deux reprises À la claire Fontaine et Le beau Robert, l’album folk, très personnel, Sur un côté de la rivière particulièrement adapté à la voix soprano de Marie Courcelle. On note la marquante présence du violoniste Bertrand Deraspe, du groupe folklorique traditionnel québécois Suroît.
Marie Courcelle consacre par la suite sa remarquable énergie scénique à un répertoire acadien, cadien et zydeco, et fonde son groupe Delta Connexion.
Cisco Herzhaft, à l’aube des années 1990, se voue à sa passion de jeunesse, le Blues.

### Les années 1990, un retour aux sources
En 1991, Cisco Herzhaft, en duo avec Bernard Brimeur, enregistre un album Blues sans titre (!), auquel participe son frère Gérard. Cet enregistrement « pour le plaisir » amorce l'équipée des albums communs, les très familiaux Herzhaft Blues. C’est sur cet enregistrement que figure Fontainebleau Rag, un des nombreux rag composés par Cisco Herzhaft qui feront, pour une part essentielle, en plus de sa technique slide, sa réputation et son succès.
À la fin de l’année 1993, avec l’arrivée de David Herzhaft à l’harmonica, sort le premier « vrai » album de la série des Herzhaft Blues : Never been plugged. Cet album, s’il rapproche en studio les Herzhaft, est véritablement l’occasion pour Cisco de renouer définitivement avec la scène, en solo, dans un registre blues.
En 1995, Cisco Herzhaft assure une tournée estivale en Amérique du Nord. À partir de l’année suivante, Cisco Herzhaft, jamais plus à l’aise que sur la scène, assure un minimum d’une centaine de concerts par an, enchaîne les festivals, et retourne annuellement au Canada.
En 1996 sort le deuxième opus des Herzhaft Blues, Two Brothers and a pick, qui voit le batteur Patrick Cassotti rejoindre le projet.
En 2000 arrive le cd Herzhaft Special, qui clôt la série des Herzhaft Blues.

### Cisco Herzhaft en solo
Cisco Herzhaft sort son premier album Blues solo en 2002, Ghost Cities, en majorité des chansons originales, dont le scénique, et très demandé, New Marseillaise Rag, le morceau slide A1 Motorway Blues et le titre folk Mon road movie.
L’album est suivi, en 2003, d’un CD de Bluegrass, BBC & Mister P, réunissant des morceaux traditionnels, Jesse James, John Henry, Old Joe Clark… Le banjoïste Bernard Smaguine figure sur cet album.
En 2007 sort le très personnel Cisco’s Cooking qui réunit l'ensemble des influences de Cisco Herzhaft. Cet album se fait remarquer à l'étranger et correspond aux premières tournées américaines, ainsi qu'aux chroniques d'albums dans les médias étrangers, des sites en ligne musicaux, comme MTV.com, à des médias spécialisés. Le titre Schnorer’s Blues perpétue la tradition des titres yiddish-Blues que Cisco Herzhaft a composé pour tous ses enregistrements (tels Old yiddish Blues sur Two brothers and a pick, ou Mazel tough sur Herzhaft Special).
En 2010, Cisco Herzhaft enregistre son troisième album solo, The Cisco's system, dont Cisco Herzhaft a enregistré seul à la guitare la moitié des titres, mettant en valeur le fingerstyle dont il est un des seuls interprètes en Europe. Il "joue à la fois les basses et la mélodie" à la main droite. Aux tournées européennes (1re tournée en 2009, Allemagne, Belgique, Suisse, Luxembourg, Autriche, Pays-Bas, Espagne et Italie) s'ajoutent des destinations internationales comme le Maghreb (premiers concerts en 2009 et 2010) ou l'Amérique du Sud (tournée en Argentine en 2013). Dans la foulée, il est sélectionné pour représenter la France à l’International Blues Challenge de Memphis aux États-Unis, en 2012, dans la catégorie Solo/Duo.
À partir de 2014, Cisco Herzhaft est sollicité pour des collaborations notamment avec des artistes venus du Hip Hop. à la suite de la sortie de son album Good Hand (2014) et réalisé avec de nombreux invités, d'où son nom, tels l'harmoniciste canadien Guy Bélanger, Cisco part en tournée avec le rappeur français Rockin'Squat. Ce dernier intègre le morceau qu'ils ont enregistré ensemble, « Bentonia Mississippi », dans sa compilation « Rockin squat, Excuse My French Part 3 » sortie en 2015. Deux ans plus tard, le bluesman joue sur scène avec le beatboxeur Micflow, plusieurs fois champion de France de beatbox (en 2006, 2007 et 2008), puis champion du monde (en 2009) et vice-champion du monde par équipe (en 2015). Ils sont qualifiés de « duo d'eau et de feu » à l'occasion de leur prestation au Festival Tanjazz en septembre 2018 dans la presse (Tanger, Maroc).
En 2019, Cisco Herzhaft sort un album en hommage à son père horloger, Son of a watchmaker, dans lequel il se raconte. La même année Cisco Herzhaft est intronisé au Blues Of Fame Français aux côtés de Paul Personne, Bill Deraime et Jean Jacques Milteau. 
Cisco Herzhaft a été le parrain de plusieurs festivals de blues, dont les Nuits du Blues de Marnaz ou le Abers Blues Festival en 2023.

## Quelques festivals avec Cisco Herzhaft
- Quelques dates de l'année 2024
  - Pauluskleintje Festival, Ostende, Belgique[20]
  - Salaise Blues Festival[21]
- Quelques dates de l'année 2023
  - Festival Blues Spirit, Hinx[22]
  - Citadelle en Bordée, Dunkirk[23]
  - Festival Pinte de Blue de Bourgogne[24]
  - Abers Blue Festival[25]
- Quelques dates de l'année 2022
  - Limeil Blues Festival[26]
  - Festival Quai des sons[27]
  - Festival Autan de Blues[28]
- Quelques dates de l'année 2019
  - Festival Les Estiv'ales, Serre-Ponçon[29]
  - Beautiful Swamp Blues Festival, Calais
  - 20ème édition du Festival de Guitare de Nice[30]
  - De Centrale - Intercultureel Centrum, Belgique[31]
  - Festival Lac & Songs, Prunières[32]
- Quelques dates de l'année 2018
  - Festival Blues en mars #7, Wattrelos[33] (29 mars 2018)
  - Festival Nuits du blues, Nouméa[34] en Nouvelle-Calédonie[35] (07 et 08 avril 2018)
  - Festival Spring break blues, Cléon[36] (28 avril 2018)
  - Festival Tanjazz, Maroc[13] (20 au 23 septembre 2018)
  - Bay Car blues festival, Grande-Synthe[37] (02 et 03 novembre 2018)
  - Festival Blues sur Seine, Gargenville les Maisonnettes[38] (21 novembre 2018)
  - Festival Terre de Caux, Terre de Blues, Fauville En Caux[39] (17 novembre 2018)
  - Festival Blues à Clamecy (09 novembre 2018)[40]
  - Festival Lounge Music, Les Gets, avec Ahmed Mouici[41] (du 06 au 18 août 2018)
- Quelques dates de l'année 2017
  - Festival Blues'n Beer, Mouscron, Belgique (13 mai 2017)
  - Neo Soul Experience : Festival des cultures soul, Paris[42] (28 mai 2017)
  - Sam Blues Festival de Méricourt[43] (09 novembre 2017)
- Quelques dates de l'année 2016
  - Festival de guitare acoustique de Nice[44] (21 octobre 2016)
- Quelques dates de l'année 2015
  - Festival Salaise Blues, Salaise-sur-Sanne[45] (du 03 au 05 avril 2015)
  - Festival Blues & polar[46]
  - Saint-Izaire Blues Festival[47] (25 juillet 2015)
  - Festival Abers Blues[48] (28 novembre 2015)
- Quelques dates de l'année 2014[49]
  - Tournée en Guadeloupe, notamment dans le cadre du Henri Jazz Régata, 2e étape de la Gwada Solo[50] (janvier 2014)
  - Festival du Printemps de l'Aspre (1er mars 2014)
  - Festival Blues au 13, Paris (15 mars 2014)
  - Festival Blues autour du Zinc, Beauvais (19 mars 2014)
  - Festival Blues en Rade, Gâvres (13 avril 2014)
  - Festival Musique aux Musées du Nord, Esquelbecq (25 avril 2014)
  - Festival Nuit du Blues, Marnaz (6 juin 2014)
  - Festival de Cognac, le Cognac Blues Passion (4 juillet 2014)
  - Festival Les Vaches Folk, Divonne Les Bains (6 juillet 2014)
  - Festival de Bourges, Bourges (27 juillet 2014)
  - LMF Festival, Les Gets (28 juillet 2014)
  - Tournée canadienne dont le Festival de Blues de Rivière du Loup (16 août 2014) et le Festival de Jazz de Rimouski[51](28 et 29 août 2014)
  - Festival Jazz En Berry, Déols (27 septembre 2014)[52]
  - RhinoJazz Festival, 34e édition, Dargeoire (04 octobre 2014)[53]
- Quelques dates de l'année 2013
  - Festival Jazz de Mars, Maintenon (6 avril 2013)
  - Festival Gartempe Blues, Saint-Savin (29 juin 2013)
  - Festival The Beautiful Swamp Blues (1er décembre 2013)
- Quelques dates de l'année 2012
  - Festival Ca va jazzer à Château La Vallière (22 juin 2012)
  - Festival La Citadelle en Bordées, Dunkerque (29 juin 2012)
  - Festival Fêtes de Genève, Genève (01 août 2012)
  - Festival Sierre Blues Festival, Sierre, Suisse (25 et 26 août 2012)
- Quelques dates de l'année 2011
  - Festival de Guitare à Morcenx (7 avril 2011)
  - Festival Nuit du Blues à Chalons-en-Champagne, avec Christophe Lartilleux (21 mai 2011)
  - Festival Harmonicas sur Cher (4 juin 2011)
  - Festival Gresiblues / Gresivaudan Blues (6 juillet 2011)
  - Festival Nuits de la Batie d'Urge (18 juillet 2011)
  - Festival Bo Mélange, avec Bill Deraime (18 juillet 2011)
  - Festival FESTIGRAT'S, Taninges, avec Peter Parker's Bones (22 juillet 2011)
  - Festival Blues en Chenin, Saint Lambert du Lattay (27 août 2011)
  - Festival Autan de Blues, Mazamet (11 octobre 2011)
  - Festival Guitare Acoustique à Nice (29 octobre 2011)
  - Vully Blues Festival (Vully Blues Club) (4-5 novembre 2011)[54]
- Quelques dates de l'année 2010
  - Festival Les couleurs du Jazz, Corbeil-Essonnes (12 juin 2010)
  - Festival Cahors Blues Festival (12 juillet 2010)
  - Festival Blues à Saint Nicolas (11 septembre 2010)
  - Festival Tanjazz, Tanger, Maroc (24 septembre 2010)
  - Festival Les Automnales de Ballainvilliers (25 septembre 2010)
  - Festival The Beautiful Swamp Festival (18 novembre 2010)
- Quelques dates de l'année 2009
  - Tournée en Guadeloupe (du 12 au 28 janvier)[55]
  - Festival Hibernarock, Monteil, Cantal (6 février)
  - Festival Dany Fest, Héricourt, Haute-Saône (7 février)
  - Festival Citadelle en Bordée, Dunkerque, Nord (26 juin)
  - Blues en Royans, Saint Nazaire en Royans, Rhône-Alpes (18 juillet)
  - Jazz & Blues Festival de Gouvy, Gouvy, Belgique (9 août)[56]
  - Festival Blues in' (A)out, Montreuil, Nord-Pas-de-Calais (22 août)[57]
  - Les Internationales de la Guitare à Montpellier (1er, 3 et 10 octobre)
  - Tournée au Canada, Canada Tour TBA (du 14 au 30 octobre)
  - Nuit du Blues à la Mauvaise herbe, Calais, Pas-de-Calais (10 novembre)
  - Festival Blues sur Seine, Mantes la Jolie, Yvelines (10, 20 et 27 novembre)[58]
  - Nuit du Blues à Freyming Merlebach, Freyming Merlebach, Moselle (14 novembre)[59]
  - Festival Blues in Bezannes, Marne (28 novembre)[60]
  - Beautiful Swamp Blues Festival, Calais, Pas-de-Calais (29 novembre)[61]
- Tournée été 2008
  - Festival de Mirmande, Mirmande, Rhône-Alpes (13 juillet)
  - Festival Sioule Loisirs, Menat, Puy-de-Dôme (9 août)
  - Festival des Traversées Tatihou, Saint Vaast La Hougue, Basse-Normandie (20, 21, 22 août)
  - Festival Blues en Loire, La Charité sur Loire (30 août)
  - Festival Les Grosses Guitares à Messimy, avec Tom Principato, Nord-Pas-de-Calais (6 septembre)

## Discographie
| - 1968 - Sweet & Hot, avec les Haricots Rouges - 1981 - Naguère la Brie, avec Marie Courcelle - 1983 - Que faire si amour me laisse ?, avec Marie Courcelle - 1989 - Sur un côté de la rivière, avec Marie Courcelle - 1991 - Herzhaft Blues (série Herzhaft Blues, Opus 1) - 1993 - Never been plugged (série Herzhaft Blues, Opus 2) - 1996 - Two brothers and a pick (série Herzhaft Blues, Opus 3) - 2000 - Herzhaft Special (série Herzhaft Blues, Opus 4) - 2002 - Ghost Cities (1er album solo) - 2003 - BBC & Mister P (album de Bluegrass) - 2007 - Cisco’s Cooking (2e album solo) - 2010 - The Cisco's System (3e album solo) - 2014 - Good Hand (4e album solo) - 2019 - Son of a watchmaker (5ème album solo) |

Albums en détail